# 이슬라 파라이소
《이슬라 파라이소》(스페인어: Isla Paraíso)는 2018년 방영된 칠레의 텔레노벨라이다.